# گوزنچه سرخ کوچک
گوزنچه سرخ کوچک (نام علمی: Mazama bororo) نام یک گونه از سرده گوزنچه است.